# Дас, Джатиндранат
Ḥ
Джатиндранат Дас (англ. Jatindra Nath Das; 27 октября 1904 — 13 сентября 1929) — индийский революционер, участник движения за независимость Индии. Наиболее известен тем, что умер в тюрьме Лахора через 63 дня после начала объявленной им голодовки.

## Биография
Родился в 1904 году, в Калькутте. Будучи подростком, присоединился к бенгальской революционной организации Анушилан-Самити. В 1921 году участвовал в движении несотрудничества Махатмы Ганди. В ноябре 1925 года, будучи студентом колледжа Видьясагар в Калькутте, Джатиндранат был арестован за политическую активность и помещён в центральную тюрьму Маймансингх. Во время заключения объявлял голодовку как протест против жестокого обращения с политическими заключёнными (прекратил голодовку через 20 дней). После своего освобождения участвовал в различных революционных движениях в других частях страны. 14 июня 1929 года был арестован за революционную деятельность и помещён в тюрьму города Лахор.
Находясь в тюрьме, Джатиндранат вместе с несколькими борцами за революцию объявили голодовку, требуя равных условий содержания индийских и английских заключённых в тюрьмах Британской Индии. Памятная голодовка началась 13 июля 1929 года и продолжалась 63 дня. Руководство тюрьмы пыталось насильно накормить Джатиндраната и других борцов за свободу, избивало их и даже отказывало в доступе к питьевой воде. Тем не менее, революционер отказывался от еды. Тюремный комитет рекомендовал его освобождение, однако правительство отвергло это предложение, соглашаясь освободить Даса только под залог. Заключённый умер 13 сентября 1929 года. Когда его тело перевозилось на поезде из Лахора в Калькутту, люди спешили к каждой станции, чтобы воздать дань мученику. В Калькутте при переноске тела к месту кремации за гробом вытянулась процессия длиной в 2 мили. Голодовка Даса была переломным моментом в борьбе против незаконных задержаний.